# Joanna Papuzińska

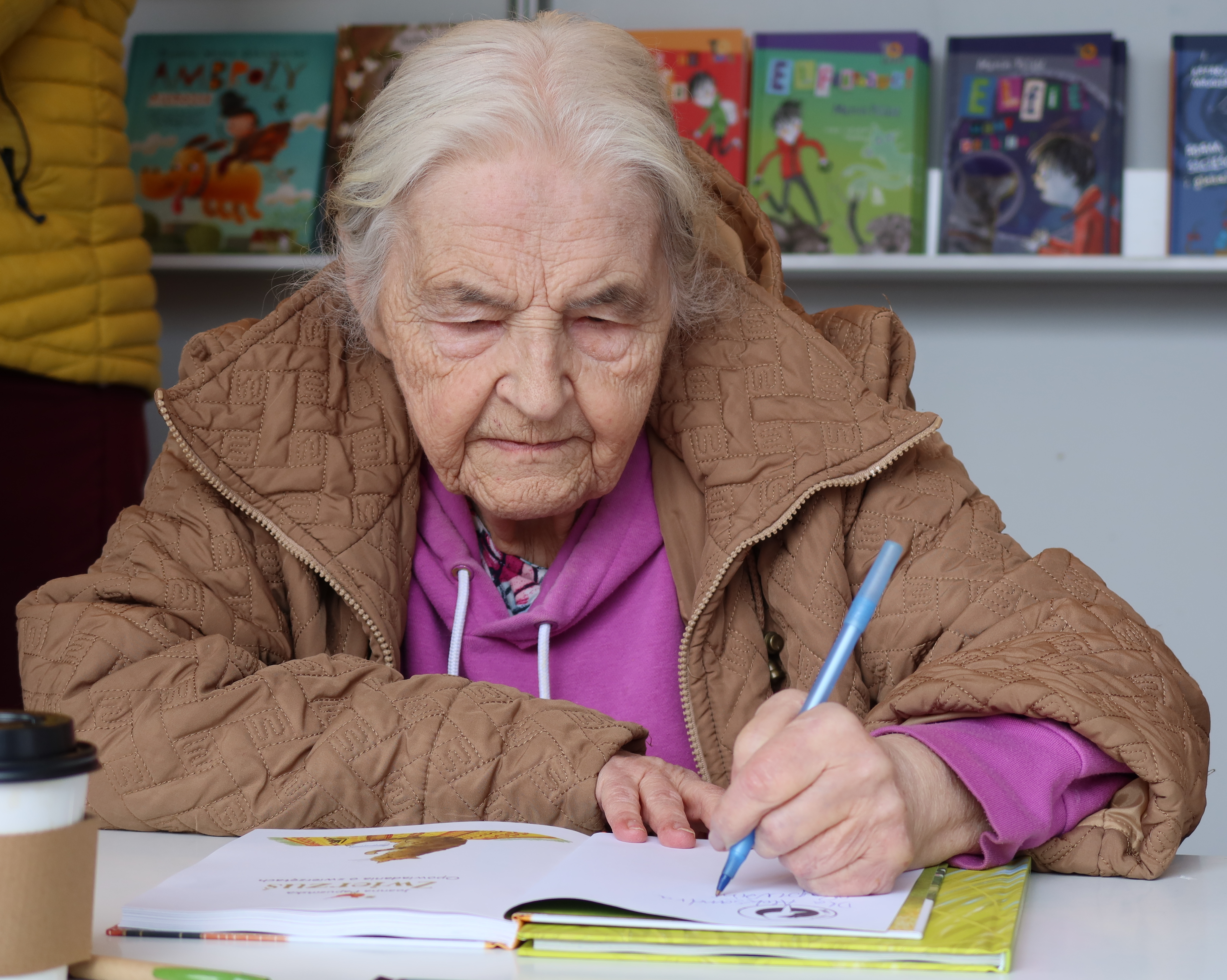
Joanna Papuzińska podpisuje swoje książki - Międzynarodowe Targi Książki w Warszawie, 17 maja 2025

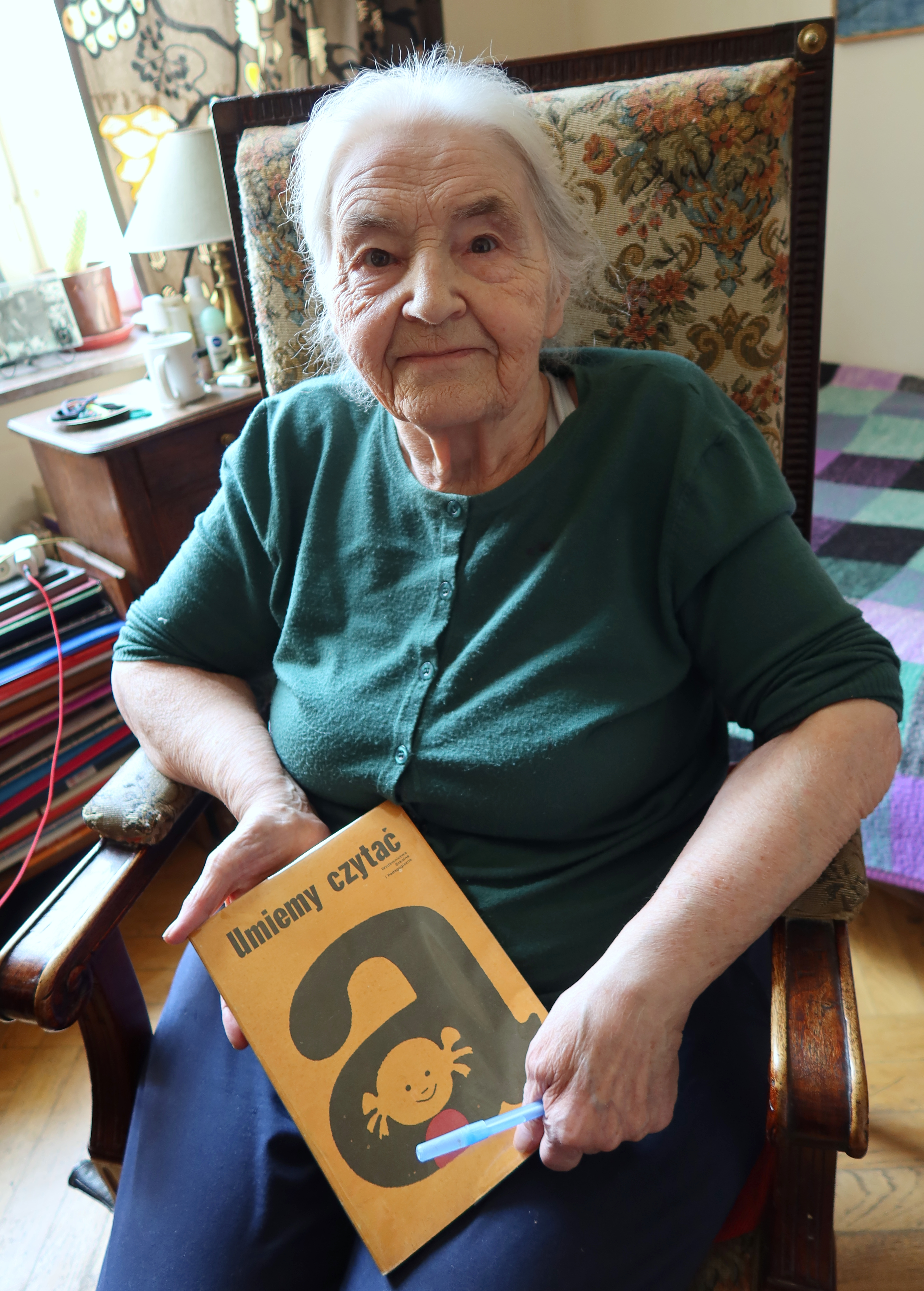
Joanna Papuzińska z książką-podręcznikiem Umiemy czytać w jej opracowaniu (wyd. Wydawnictwa Szkolne i Pedagogiczne 1979) - Warszawa, 31 maja 2025

Joanna Papuzińska, właśc. Papuzińska-Beksiak (pseudonimy literackie: „Brzan Jechwa”, „Zofia Wędrych”; ur. 3 stycznia 1939 w Warszawie) – polska prozaiczka, poetka, autorka bajek i wierszy dla dzieci, profesor nauk humanistycznych.

## Życiorys
Urodziła się w wielodzietnej rodzinie Stanisława Papuzińskiego (1903–1982), pedagoga, działacza społecznego, i Zofii z Wędrychowskich. Siostra Marka (ur. 1930), Andrzeja (ur. 1932), Ewy (ur. 1933) i Tomasza (ur. 1943). Rodzice zostali odznaczeni Medalem Sprawiedliwy wśród Narodów Świata za pomoc Żydom podczas II wojny światowej (matka zginęła na Pawiaku). 
Absolwentka Liceum Ogólnokształcącego im. Klementyny z Tańskich Hoffmanowej w Warszawie. Po uzyskaniu świadectwa dojrzałości w 1955 podjęła studia dziennikarskie na Uniwersytecie Warszawskim. Była członkinią Związku Młodzieży Polskiej. Debiutowała w 1956 opowiadaniem o Januszu Korczaku pt. Człowiek o gorącym sercu, opublikowanym w dwutygodniku „Świat Młodych” (nr 87). W 1957 zawarła związek małżeński z Januszem Beksiakiem, ekonomistą (zm. 2014).
Po uzyskaniu tytułu magistra w 1961, pracowała do 1963 w Wydawnictwie Harcerskim, a następnie przez rok w bibliotece dziecięcej. W 1964 rozpoczęła studia doktoranckie na Wydziale Psychologii i Pedagogiki Uniwersytetu Warszawskiego, równocześnie nawiązując współpracę z Redakcją Dziecięcą Polskiego Radia jako autorka audycji i słuchowisk dla dzieci. Jej utwory – wiersze i opowiadania – ukazywały się m.in. na łamach czasopisma „Świerszczyk”. Publikowała również artykuły i recenzje poświęcone literaturze dziecięcej i młodzieżowej, m.in. w „Nowych Książkach” (od 1967) i „Życiu Szkoły” (1977–1980, z przerwami).
Stopień naukowy doktora uzyskała w 1969 roku na Uniwersytecie Warszawskim na podstawie rozprawy Czasopisma dziecięce jako społeczny instrument wychowania, napisanej pod kierunkiem prof. Bogdana Suchodolskiego. Od 1976 była członkinią Związku Literatów Polskich – do rozwiązania organizacji przez władze stanu wojennego w 1983. Zasiadała w kolegium redakcyjnym Encyklopedii dla dzieci wydawnictwa Wiedza Powszechna. W 1979 otrzymała nagrodę „Srebrne Koziołki” za działalność krytycznoliteracką, przyznaną na Biennale Sztuki dla Dziecka w Poznaniu.
Od 1980 należała do Niezależnego Samorządnego Związku Zawodowego „Solidarność”. W 1981 uzyskała stopień doktora habilitowanego na Wydziale Psychologii i Pedagogiki UW na podstawie pracy Inicjacje literackie. W 1982 rozpoczęła pracę w Instytucie Bibliotekoznawstwa i Informacji Naukowej Uniwersytetu Warszawskiego (obecnie Instytut Informacji Naukowej i Studiów Bibliologicznych). W latach 1986–1989 współredagowała z Krystyną Starczewską niezależne pismo dla dzieci „Okienko”, publikując teksty anonimowo lub pod pseudonimem „Brzan Jechwa”. W swoim mieszkaniu prowadziła salon kultury niezależnej, będący miejscem spotkań literackich, politycznych, odczytów, pokazów filmowych i działalności teatru domowego.
Oprócz działalności dydaktycznej i naukowej w Instytucie Bibliotekoznawstwa, od 1986 kierowała Zespołem Naukowo-Badawczym Literatury dla Dzieci i Młodzieży przy Instytucie Literatury Polskiej w ramach Wydziału Polonistyki UW. W 1989 została członkinią Stowarzyszenia Pisarzy Polskich, wchodząc w skład jego Zarządu Głównego, a w 1991 – członkinią International Research Society for Children's Literature.
W 1991 zainicjowała wydawanie dwumiesięcznika „Guliwer”, poświęconego literaturze dziecięcej, obejmując funkcję redaktora naczelnego. Publikowała tam również pod pseudonimem „Zofia Wędrych”. Za stworzenie pisma została uhonorowana Medalem im. Janusza Korczaka (1994) oraz nagrodą Ministra Kultury i Sztuki (1996).
W 1992 otrzymała stopień naukowy doktora habilitowanego, w 2001 tytuł profesora nauk humanistycznych. 
W 2005 otrzymała medal Stowarzyszenia Przyjaciół Książki dla Młodych – Polska Sekcja IBBY za całokształt twórczości, nagrodę „Guliwer w krainie Liliputów”, przyznawaną przez kwartalnik „Guliwer”, oraz Order Uśmiechu, nadany przez Międzynarodową Kapitułę. Odznaczona m.in. Złotym Krzyżem Zasługi (1989). Członkini Zarządu Polskiej Sekcji IBBY.
Mieszka w Warszawie przy ulicy Lwowskiej.

## Twórczość
Ma w swoim dorobku książki dla dzieci, rozprawy i artykuły z dziedziny krytyki literackiej, czytelnictwa, bibliotekoznawstwa i literatury dziecięcej oraz słuchowisk radiowych.

### Wybrane prace
(alfabetycznie)
- A gdzie ja się, biedniuteńki, podzieję?, 1972
- Agnieszka opowiada bajkę, 1970, 2001
- Asiunia, 2011
- Bajka o smoku niewawelskim, 1987
- Była sobie wronka, 2006
- Chwilki dla Emilki, 2004
- Czarna jama, 1984
- Czarna łapa. Opowieść kolonijna, 1975, 2000
- Czytania domowe, 1975
- Darowane kreski, 1994
- Gawęda o macierzanku, 2002
- Ja, 1984
- Jak się koty urodziły, 2013
- Jesienna przygoda, 1982
- Krasnale i olbrzymy, 2015
- Krasnoludki Pucybutki, 2012
- Król na wagarach, 2011
- Limeryki i Inne Łódzkie Wierszyki, 2004
- Lisek Maciuś, 1971
- Mały księżyc i inne wiersze na noc, 2005
- Mój tato szczęściarz, 2013
- Nasza Mama czarodziejka 1968, 2007
- Opowieści biblijne, 2014
- Pims, którego nie ma, 1967, 2004
- Placek zgody i pogody, 1985, 1999
- Porzucony samochodzik, 2004
- Pod bajdułem i inne wiersze, 2002
- Rokiś. A gdzie ja się, biedniuteńki, podzieję, 1988, 2006
- Rokiś i kraina dachów, 1984
- Rokiś wraca, 1981
- Skrzydlatek, 1998, 2002
- Stare i nowe wierszyki domowe, 2001
- Szumikraj, 1993
- Ściana zaczarowana, 1969, 2014
- Śniegowa przygoda, 1969
- Śpiące wierszyki, 2005
- Tygryski, 1966, 2006
- Umiemy czytać (podręcznik), 1980
- Uśmiechnięta planeta, 1980
- Uśmiechnięte słowa, 1982
- Wędrowcy, 1983, 2006
- Wędrowne wierszyki, 1980
- Wierszyki domowe, 1978

Prace naukowe (chronologicznie)
- Wychowawcza rola prasy dziecięcej, 1972
- Czytania domowe, 1975
- Inicjacje literackie. Problemy pierwszych kontaktów dziecka z książką, 1975
- Zatopione królestwo. O polskiej literaturze fantastycznej XX wieku dla dzieci i młodzieży, 1989, 2008
- Książki, dzieci, biblioteka. Z zagadnień upowszechniania czytelnictwa i książki dziecięcej, 1992
- Dziecko w świecie emocji literackich, 1996
- Drukowaną ścieżką, 2001

## Odznaczenia i nagrody
- 1989 – Złoty Krzyż Zasługi
- 1994 – Wyróżnienie w edycji Międzynarodowej Nagrody Literackiej im. Janusza Korczaka za Darowane kreski
- 1994 – Medal im. Janusza Korczaka
- 1996 – Nagroda Ministra Kultury i Sztuki
- 2002 – książka Wędrowcy zaliczona do Kanonu Książek dla Dzieci i Młodzieży
- 2004 – Chwilki dla Emilki – nominacja do nagrody literackiej PS IBBY Książka Roku 2004, wyróżnienie w konkursie Dziecięcy Bestseller Roku 2004, nominacja do nagrody BESTSELLERek 2004
- 2004 – Śpiące wierszyki – nominacja do nagrody literackiej PS IBBY Książka Roku 2005[8]
- 2005 – Order Uśmiechu[9]
- 2005 – Złoty Medal „Zasłużony Kulturze Gloria Artis”[10]
- 2005 – Nagroda Polskiej Sekcji IBBY za całokształt twórczości
- 2014 – Nagroda Pary Prezydenckiej (Bronisława i Anny Komorowskich) za wybitne osiągnięcia w twórczości dla dzieci i młodzieży w kategorii literatura[11][12]
- 2016 – Odznaka Honorowa za Zasługi dla Ochrony Praw Dziecka[13]
- 2024 – Nagroda Literacka m.st. Warszawy w kategorii warszawska twórczyni[14]